# Ferroni FDC-2563
Denominado con las siglas FDC (Ferroni Detroit Chasis). El destaque era la planta impulsora Detroit Diesel Series 50 con el sistema DDEC. 
Otra variante era la distancia entre ejes diferente (6300 mm). Pese a ser muy bueno el motor, tenía consumos muy elevados y repuestos igualmente caros, amén del ciclo diesel dos tiempos. A diferencia de otros modelos, este no fue exportado y los dos chasis fabricados permanecieron en el país.

## Motor
- Motor: Detroit Diesel 50 DDEC
- Ciclo: diesel cuatro tiempos, árbol de levas a la cabeza (SOHC)
- Alimentación: turbocomprimido con intercambiador aire-aire
- Cilindrada (cm³): 8500
- Número de Cilindros: 4
- Diámetro x Carrera (mm): 130 x 150
- Relación de Compresión: 16,5:1
- Potencia (HP): 260
- Régimen (r.p. m.): 2100
- Par Motor (Nm): 1207
- Régimen (r.p. m.): 1200
- Combustible: Gas-Oil
- Refrigeración: agua

## Transmisión
- Tracción: 4x2 Trasera
- Caja de velocidades: automática Allison
- Embrague: monodisco en seco
- Frenos (Delanteros / Traseros): de aire comprimido, circuito independiente para eje delantero, trasero y estacionamiento.
- Freno de estacionamiento: actuación sobre las ruedas traseras.

## Dimensiones
- Largo (mm): 10000
- Ancho (mm): 2200
- Distancia entre Ejes (mm): 6300
- Trocha Delantera (mm): 2090
- Trocha Trasera (mm): 1850